# Чоателе (деревня, Васлуй)
Чоателе (рум. Cioatele)— деревня, расположенная в жудеце Васлуй в Румынии. Административно подчинена городу Негрешти.

## География
Деревня расположена в 285 км к северу от Бухареста, 31 км к северо-западу от Васлуя, 38 км к югу от Ясс.

## Население
По данным переписи населения 2002 года в селе проживали 337 человек.

### Национальный состав
| Национальность | Кол-во человек | Процент |
| -------------- | -------------- | ------- |
| Румыны         | 337            | 100 %   |

### Родной язык
| Язык      | Кол-во человек | Процент |
| --------- | -------------- | ------- |
| Румынский | 337            | 100 %   |